# Злазне
Злазне (укр. Злазне) — село в Головинской сельской общине Ровненского района Ровненской области Украины.
До 2020 года входило в Костопольский район.
Население по переписи 2001 года составляло 1593 человека. Почтовый индекс — 35040. Телефонный код — 3657. Код КОАТУУ — 5623483001.